# Pokřikov

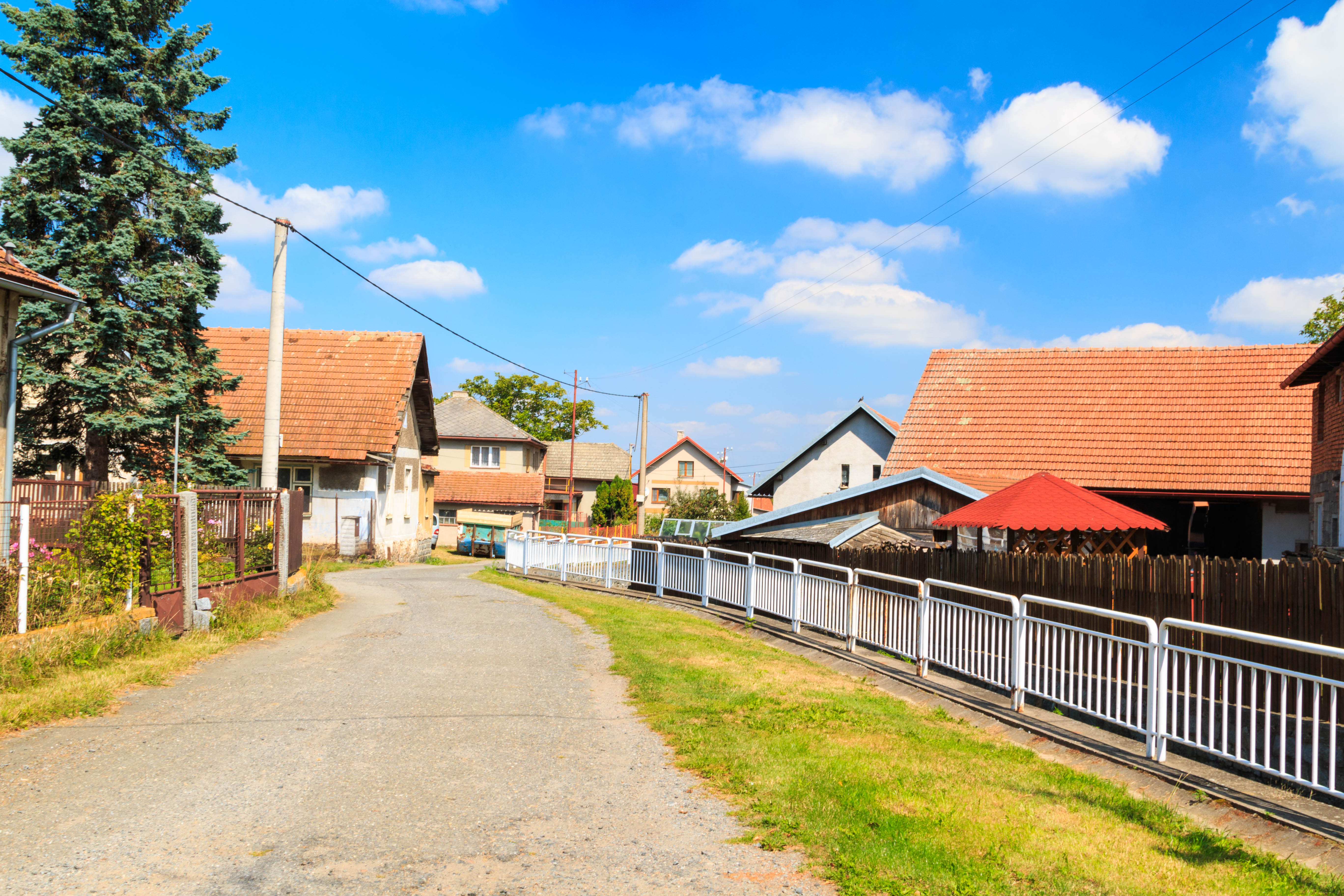
Ortsansicht

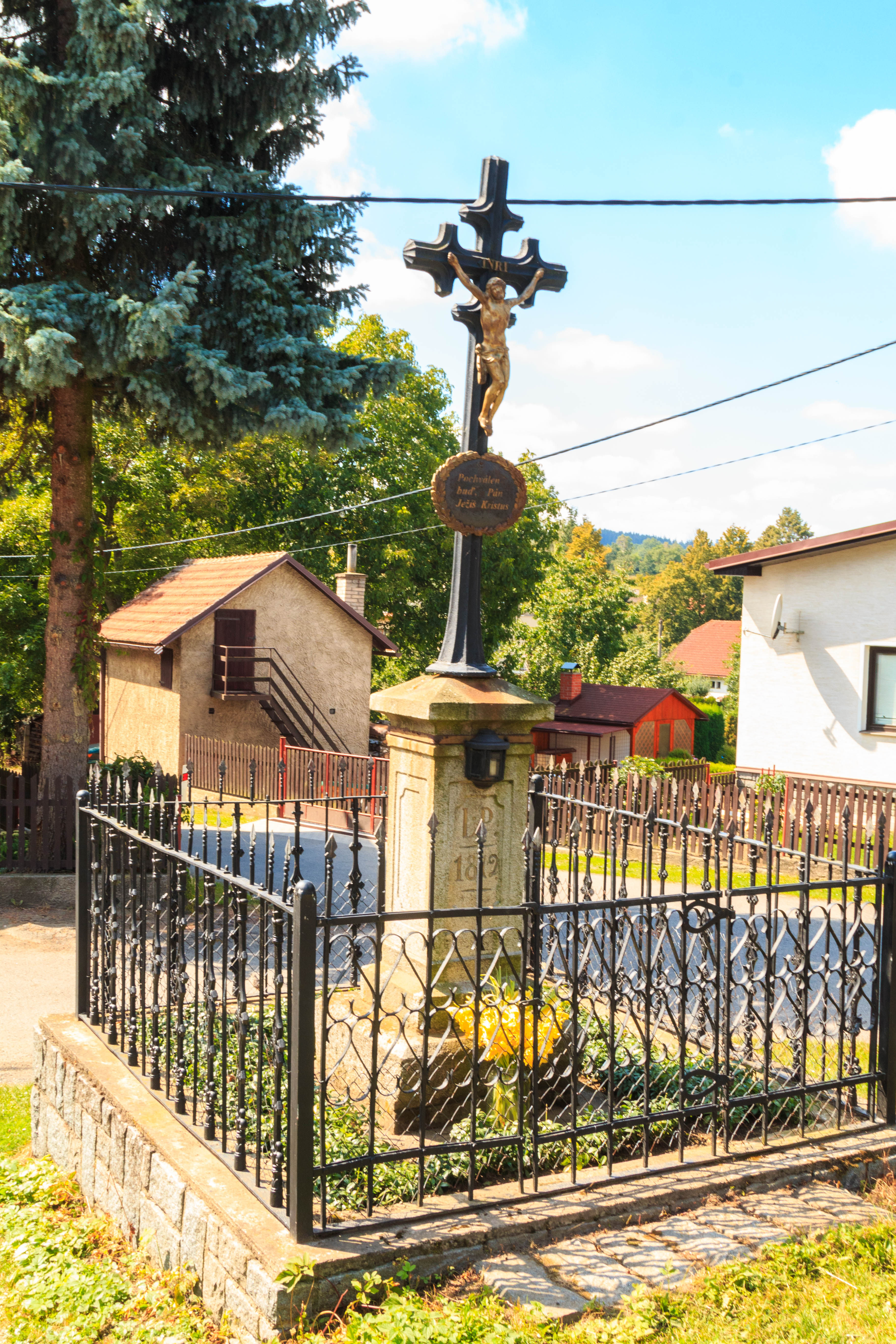
Kreuz

Pokřikov (deutsch Pokrikow, 1939–45 Pokrikau) ist eine Gemeinde in Tschechien. Sie liegt sechs Kilometer südlich von Skuteč und gehört zum Okres Chrudim.

## Geographie
Pokřikov befindet sich am Bach Dolský potok in der Skutečská pahorkatina (Skutscher Hügelland). Nördlich des Dorfes liegt der Teich Drážní rybník. Im Süden, Osten und Norden führt die Bahnstrecke Havlíčkův Brod–Pardubice in einer Schleife um Pokřikov.
Nachbarorte sind Radčice im Norden, Dolívka und Lešany im Nordosten, Miřetín, Spálená Sázka und Otradov im Osten, Krouna und Oldřiš im Südosten, Fortna, Humperky, Dědová und Kladno im Süden, Vojtěchov im Südwesten, Hyvel und Raná im Westen sowie Oflenda, Mrákotín und Oldřetice im Nordwesten.

## Geschichte
Die erste urkundliche Erwähnung des Dorfes erfolgte 1392 in der Landtafel, als Smil Flaška von Pardubitz die Richenburg mit den zugehörigen 62 Dörfern an Otto von Bergow und Boček II. von Podiebrad übergab.
Im Jahre 1835 bestand das im Chrudimer Kreis gelegene Rustikaldorf Pokřikow aus 82 Häusern, in denen 476 Personen lebten. Haupterwerbsquellen bildeten der mäßig ertragreiche Feldbau sowie der Handel mit Flachs und Leinwand. Pfarrort war Ranna. Bis zur Mitte des 19. Jahrhunderts blieb Pokřikow der Herrschaft Richenburg untertänig.
Nach der Aufhebung der Patrimonialherrschaften bildete Pokřikov ab 1849 eine Gemeinde im Gerichtsbezirk Skutsch. Ab 1868 gehörte die Gemeinde zum politischen Bezirk Hohenmauth. 1869 hatte Pokřikov 392 Einwohner. 1870 erfolgte auf dem Gemeindegebiet durch die ÖNWB der Bau der Bahnstrecke Deutschbrod–Pardubitz, am 16. Mai 1871 wurde der Zugverkehr aufgenommen. Die Freiwillige Feuerwehr wurde 1894 gegründet. Im Jahre 1900 lebten in dem Dorf 483 Personen, 1910 waren es 474. Die Straße nach Vojtěchov entstand 1922. 1930 hatte Pokřikov 466 Einwohner. 1949 wurde die Gemeinde dem neu gebildeten Okres Hlinsko zugeordnet, seit 1961 gehört sie zum Okres Chrudim. Beim Zensus von 2001 bestand Pokřikov aus 98 Häusern und hatte 272 Einwohner.

## Sehenswürdigkeiten
- Gusseisernes Kreuz, errichtet 1872